# 곽두금
곽두금(郭斗金, 1913년 6월 25일 ~ ?)은 일제강점기 때의 경찰이다. 경상남도 남해 출신이다. 

## 생애
1934년 2월 경상남도 함안 경찰서 철원주재소 순사, 함안경찰서 순사로 근무했다. 1943년 부산수상경찰서 순사를 지냈다
해방 후, 1949년 12월에 국민보도연맹 경남연맹 부산시 남지구연맹 상임이사 겸 재정부장에 선출되었다. 1950년에 경감으로서 경상남도 거창경찰서 서장을, 1951년에 경상남도 경찰국 경무과 경감을 지내면서 경상남도 함양경찰서 서장도 지냈다. 1953년에 경상남도 산청 경찰서 서장을, 1954년에 경상남도 하동경찰서 서장을, 1955년에 경상남도 경찰국 경감을 역임했다

## 참고자료
- 친일인명사전편찬위원회 (2009). 《친일인명사전》. 179쪽.